# Желаем успеха
«Желаем успеха» — советский экспериментальный короткометражный художественный вариофильм, снятый на Центральной киностудии детских и юношеских фильмов имени М. Горького в содружестве с Научно-исследовательским кинофотоинститутом (НИКФИ) в 1967 году.
Автор сценария и режиссёр-постановщик — Исидор Анненский.

## Сюжет
Реализуя идею своего учителя С. М. Эйзенштейна, высказанную им в 1930 году в статье «Динамический квадрат», об изменении формата экрана в процессе демонстрации, кинорежиссёр Исидор Анненский по своему сценарию снял лирическую киноновеллу о девушке, приехавшей поступать в театральный институт в Москве.
Абитуриентке, упорно репетирующей роль из драмы «Живой труп», снится сон, что она оказывается на сцене знаменитого театра среди давно ей знакомых прославленных артистов. Утром на вступительном экзамене она неожиданно встречает их всех среди членов приёмной комиссии.

## Производство
Основа вариоскопического кинематографа, который разрабатывался под руководством профессора В. Г. Комара, состояла в том, что съёмка и проекция велась на 70-мм плёнку, но кадр новой системы имел 10 перфораций — то есть двойную высоту широкоформатного кадра. Оператору не было необходимости всегда заполнять всю его площадь. Такой метод съёмки позволял уточнять размеры вариоскопического изображения уже в процессе монтажа и печати фильма. Кроме того, негатив с полным кадром позволял изготавливать широкоформатный, широкоэкранный и обычный варианты фильмов.
Съёмка ленты «Желаем успеха», подтвердив правильность выбранных принципов системы вариоскопического кинематографа, дала возможность усовершенствовать технические средства системы в практических условиях реального кинопроизводства. Фильм подтвердил, что высказанная Эйзенштейном идея вариоскопического кинематографа, включающего в себя почти все выразительные возможности полиэкранного кино, позволяет добиваться разнообразия и убедительности при смене форматов изображения.
Новые системы и методы производства и показа фильмов, опробованные в процессе создания этой ленты, были широко представлены в советском павильоне на Всемирной выставке ЭКСПО-70 в городе Осака (Япония).
Несложный сюжет позволил оператору А. Хвостову, мастерски используя уникальное кинооборудование, с необычных точек по-новому показать Москву, изобретательно и ярко снять сцены театрального действия.
Как и всегда в своих работах, для съёмок в небольшой киноновелле режиссёр И. Анненский пригласил широко известных актёров В. Дружникова, В. Сошальского, Р. Волшанинову, артистов театра «РОМЭН».
В главной роли снялась тогда ещё студентка Школы-студии МХАТ актриса Нина Маслова.
Фильм стал фактическим дебютом в кинематографе для впервые появившейся на отечественном киноэкране в небольшом эпизоде актрисы Ирины Мирошниченко.

## В ролях
- Нина Маслова
- Владимир Дружников
- Владимир Сошальский
- Рада Волшанинова
- Ирина Мирошниченко

## Съёмочная группа
Автор сценария и режиссёр-постановщик – Исидор Анненский
Оператор – А.Хвостов.
Художник – О.Беднова
Композитор – Р.Бойко
Режиссёр — Б. Каневский;
Худ. по гриму — К. Купершмидт
Художник комбинированных съёмок – А. Крылов
Монтаж — Н. Логинова
Редактор — В. Экк
Директор картины – В. Чайка